# Rainivoninahitriniony

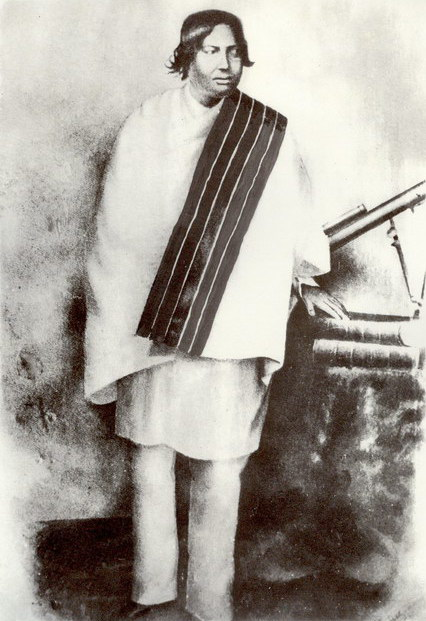
Rainivoninahitriniony

Rainivoninahitriniony född 1821, död 1869 i Ambohimandroso, Madagaskar, var regeringschef (premiärminister) på Madagaskar 1852-1864. Han var son till Madagaskars förste regeringschef Rainiharo (som även var drottning Ranavalona Is andre make) och efterträdde denne på posten. Han hade tidigare varit en framstående general och innehaft olika ministerposter innan han blev premiärminister. Han var inblandad i mordet på kung Radama II och gifte sig med dennes änka, Rabodo, som kom att bli drottning Rasoherina. Under hennes regeringstid kom premiärministern att vara väl så mäktig som regenten. Rainivoninahitrinionys popularitet minskade dock och han tappade även drottningens förtroende och tvingades så småningom lämna över makten till sin bror Rainilaiarivony.